# Numerus Exploratorum Germanicianorum
Der Numerus Exploratorum Germanicianorum (deutsch Numerus der Kundschafter aus der Provinz Germania) war eine römische Auxiliareinheit. Sie ist durch Inschriften belegt.

## Namensbestandteile
- Exploratorum: der Kundschafter oder Späher.

- Germanicianorum: aus der Provinz Germania. Die Soldaten des Numerus wurden bei Aufstellung der Einheit aus Truppenteilen abgeordnet, die in der Provinz Germania stationiert waren.

- Germaniae inferioris: aus Germania inferior. Der Zusatz kommt in der Inschrift (CIL 3, 14207,10) vor.[1][A 1]

## Geschichte
Der Numerus ist im 3. Jahrhundert n. Chr. in der Provinz Germania inferior durch Inschriften belegt. Möglicherweise nahm die Einheit (bzw. eine Vexillation derselben) auch an Feldzügen außerhalb ihrer Stationierungsprovinz teil. Darauf deuten zumindest Grabsteine hin, die in den Provinzen Mauretania Caesariensis (AE 1901, 59) und Thracia (CIL 3, 14207,10) gefunden wurden.

## Standorte
Standorte des Numerus sind nicht bekannt.

## Angehörige des Numerus
Folgende Angehörige des Numerus sind bekannt:
| - []sulius N[], ein Soldat (CIL 13, 8329) - Cens(orinius) Maternus (CIL 13, 8053) - Cl(audius) Ursulus (CIL 13, 8053) | - Ro[], ein Veteran (CIL 13, 8683) - Ulpius Quietus, ein Soldat (AE 1901, 59) - Vacimius Probinus, ein Soldat (CIL 3, 14207,10) |